# Texas Tennis Open
Texas Tennis Open byl oficiální název tenisového turnaje žen hraného v srpnu v oddílu Hilton Lakes Tennis & Sports Club v Grapevine, blízko texaského Dallasu. Jednalo se o událost v rámci profesionálního ženského okruhu WTA, která patřila do kategorie WTA International Tournaments.
Turnaj byl hrán na otevřených dvorcích s tvrdým povrchem. První ročník proběhl v roce 2011. Dotace události činila 220 000 dolarů a účastnilo se jí třicet dva tenistek ve dvouhře a šestnáct párů ve čtyřhře. Konala se v srpnovém období. V sezónách 2011 a 2012 proběhla spolu s turnajem New Haven Open at Yale týden před zahájením grandslamu US Open.
V roce 2013 došlo ke zrušení texaského turnaje z ekonomických důvodů. WTA jej tak nezařadila do svého kalendáře WTA Tour 2013.

## Přehled finále

### Dvouhra
| Rok  | Vítězka          | Finalistka         | Výsledek |
| 2012 | Roberta Vinciová | Jelena Jankovićová | 7–5, 6–3 |
| 2011 | Sabine Lisická   | Aravane Rezaïová   | 6–2, 6–1 |

### Čtyřhra
| Rok  | Vítězky                              | Finalistky                            | Výsledek |
| 2012 | Marina Erakovicová Heather Watsonová | Līga Dekmeijereová Irina Falconiová   | 6–3, 6–0 |
| 2011 | Alberta Briantiová Sorana Cîrsteaová | Alizé Cornetová Pauline Parmentierová | 7–5, 6–3 |